# HoneyComing
『HoneyComing』（ハニーカミング）は2007年6月29日にHOOKより発売された18歳未満購入禁止のパソコン用ゲームソフト（アダルトゲーム）。略称は『ハニカミ』。HOOKの第6作目となる恋愛アドベンチャーゲームで攻略可能なヒロイン数は5人。
ゲームの発売に先駆けて5人のヒロインごとのキャラクターCD『First Impression』が発売された。
2009年8月28日にアダルトゲーム版新作『@HoneyComing RoyalSweet』（ア ハニーカミング ロイヤルスイート）が発売。
2009年9月3日にPlayStation 2版『Sweet HoneyComing』（スイートハニーカミング）が角川書店より発売。

## ゲームモード
本作ではプレイ開始時にアミューズメントモード (Amusement Mode)、フィーリングモード (Feeling Mode)、オンリーワンモード (Only One Mode) という3種類のゲームモードから1つを選択する。
アミューズメントモードはゲーム中に各ヒロインの好感度や現在地がアイコンによって表示されるという初心者向けのモード、フィーリングモードはそれらの表示のないモードで一般的な恋愛アドベンチャーゲームと同様。オンリーワンモードは開始時に5人のうちから1人のヒロインを選択し、そのヒロインの攻略ルートに自動的に進むモードである。このモードでは他の2つのモードにはない演出や各ヒロインのボーカルソングなども登場する。一方、このモードは1人のヒロインにしか使用することができず、別のヒロインを選択するためにはセーブファイルを削除するかゲームを一度アンインストールする必要がある。
『@HoneyComing RoyalSweet』の初回特典『HoneyComing re：coming』ではオンリーワンモードのかわりにイッチョクセンモード（一直線 Mode）が追加された。主な概要はオンリーワンモードと変わらないが何度でも使用することが可能。

## あらすじ
鳴鐘町に暮らす受験生・緒方光一郎は、成績があまり良くなかったことにより進学先の学校がなかなか決まらなかった。その後、光一郎の父・肇が無断で私立愛嬌学園に願書を出してしまい、成り行きでその学園に入学する。
最近まで女子校だったというこの学園は、男女交際のノウハウをシミュレートする「恋愛授業」があり、「バカップル学園」とあだ名されていた。家庭環境から色恋沙汰を苦手としていた彼は、その作法を学ぶ羽目になる。しかも光一郎の幼馴染である朝陽、義妹の未央、男友達の薫や政則といった知り合いたちも同じ学園に入学していた。

## 恋愛授業
愛嬌学園では、かつての女子校「愛嬌女学園」だった時代から伝統的に男女交際の作法を学ぶ「恋愛授業」が週3回の必修科目として実施されてきた。授業では毎回二人一組のペアを作り、共に会話したり料理を作ったり、食事をするなどして進められる。実技のみの授業であり、筆記による試験などはない。
恋愛授業では通常の授業時のクラスとは異なり、本校・付属校の全6学年の生徒全員をシャッフルし、新たに40人ずつの組に分けた特別クラスにより行われる。光一郎、朝陽、未央、薫、政則の5人は通常クラスだけでなく特別クラスでも一緒であり、特別クラスではこの他に麻里乃、クレア、由馬、弘子らも加わっている。
授業では一つのクラスにつき、女性と男性の教師各一人ずつが担当となる。光一郎のクラスでは苺と司である。

## 登場人物
声：PC版キャスト / PS2版キャスト

### メインキャラクター
緒方 光一郎（おがた こういちろう）
声：水島大宙（ドラマCD版のみ）
本編の主人公で愛嬌学園の1年生。父・肇、義理の母・美夏とその連れ子・未央との4人暮らし。
子供のころから両親の行き過ぎたイチャイチャぶりを見せ付けられてきたため、色恋沙汰の類が嫌いになってしまった。朝陽とは言い争いばかりだが、当人達曰くコミュニケーションであり、基本的には仲がいい。父親の策略により恋愛授業の存在を知らぬまま愛嬌学園に入学してしまう。一言多いタイプであり、それが災いして朝陽や苺らから暴行を受けてしまうことが多い。
上条 朝陽（かみじょう あさひ）
声：平野響子 / 藤本教子
1年生。光一郎の幼馴染で、隣の家に住んでいる。光一郎のことを「コウ」と呼ぶ。気が強く、電気あんまで光一郎を起こすことが多い。その一方で照れ屋でもあり、恥ずかしくなると赤面してしまい魂らしい物体が左耳の穴から出て来ることもある。ロマンティックな恋に憧れており、恋愛授業には期待している。
不在がちの両親に代わって家事も人並み以上にこなすが、お菓子作りは苦手である。
前園 Clarissa 皐（まえぞの クラリッサ さつき）
声：桃井いちご / 大久保藍子
2年生。イタリア人の父と日本人の母との間に生まれたハーフで、愛称はクレア。シチリア島に在住していたが、前年に母方の祖母を頼って日本に渡ってきた。花の世話をするのが好きで、休日は母の実家である商店街の花屋を手伝っているほか、学園ではガーデニングクラブに所属している。おしとやかで心優しく言葉遣いなども丁寧で、学園のみならず町内のアイドル的存在。老人ホームへの慰問もよく行っている。周囲からはほぼ完璧な人間に見られがちだが料理は少々苦手である。
緒方 未央（おがた みお）
声：桜川未央 / 小林眞紀
1年生。光一郎の義理の妹。実父（美夏の前夫）は過労のため既に他界している。小柄な体型だが、光一郎とは同い年（生まれ月の順番で光一郎が兄ということになっている）でクラスも同じ。朝陽のことを「朝陽ねえ」と呼び姉妹のように仲が良い。気が弱いためにすぐ涙目になってしまう。家事は得意で学業成績も優秀。光一郎が愛嬌学園に合格出来たのは未央の尽力が大きかったとのこと。光一郎のことが大好きで一生懸命に尽くそうとする健気な少女。学園では演劇部に所属。
多賀谷 麻里乃（たがや まりの）
声：越智悠 / 大垣理香
愛嬌学園の付属校3年生で、光一郎たちの1年後輩。かつては金持ちの令嬢だったが、父の会社の倒産によって、彼女自身がアルバイトをしなければならないほどの貧乏生活を送っている。プライドが高く「～ですわ」などお嬢様語を話すが、乱暴な言葉遣いも混ざってしまう。表面は口の悪い乱暴者だが、弟妹の面倒も見ながらトップクラスの成績を維持する努力家でもある。付属校とも合同で実施される恋愛授業には嫌々ながら参加するが、実は男性恐怖症でよく脱走を企てその度に苺の薙刀で殴られてしまう。
七里 由馬（しちり ゆま）
声：こいでりこ / 足立友
3年生。愛嬌学園がまだ女子校だったころからの生徒で、「お嬢組」と呼ばれている。しかし食べ物の好みなどは庶民的であり、その上凄まじい大食らいでもある。いつも無口・無表情で不可解な行動をとり、たまに口を開いても毒舌がほとんどである。なぎなた部所属で全国レベルの実力を持つが、試合へのやる気はあまりない。
皇城 椋子（すめらぎ りょうこ）
声：青山ゆかり / 友永朱音
2年生。クレアルートに登場。クレアとはクラスは違うが同級生。のちに恋愛授業では光一郎たちと同じクラスになる。明るく活発な性格で友人も多いが、なぜかクレアのことはよく思っていないらしい。PS2版で攻略可能ヒロインに昇格するが、椋子のルートへの入り方はやや特殊で本人だけを追っていてはクリア出来ない。
雷堂 苺（らいどう いちご）
声：まきいづみ / やなせなつみ
光一郎のクラスの担任教師で、恋愛授業クラスの担当でもあり、主に男子生徒を指導している。恋愛授業への情熱は誰よりも高いが、当の本人は異性にあまり免疫がなくお見合いは失敗続き。反面根はとても生徒思い。恋愛授業などで生徒がいい雰囲気になると嫉妬して泣きながら逃げていくなど子供っぽい面もある。
由馬の所属するなぎなた部の顧問を務めている。また、言葉遣いが乱暴で怒るとすぐ薙刀を振り回す。椋子と同様にPS2版で攻略可能ヒロインに昇格。

### サブキャラクター
緒方 肇（おがた はじめ）
声：本多啓吾 / 高橋伸也
光一郎の父親。前妻（光一郎の実母）とは離婚しているが、連絡は随時取っているようで光一郎が会う場面もある。小さな会社を経営しているらしいが、なぜか帰宅時刻はいつも光一郎より早い。毎日飽きもせずに愛の素晴らしさを力説しており、そのせいで光一郎からは邪魔者扱いされている。光一郎と殴り合いの喧嘩になることも多いが、やられてしまうことの方が多い模様。感動でエキサイトすると拡声器で近所に触れ回ろうとするが、近隣住民もこれに慣れているようである。
緒方 美夏（おがた みなつ）
声：九条信乃 / 後藤邑子
未央の実母で光一郎の義母であり、子どもたちがまだ幼い頃に肇と出会い再婚した。光一郎にとっても申し分のない母親ではあるが、肇とのバカップルぶりには辟易させられている。
篠崎 政則（しのざき まさのり）
声：門戸開 / 大畑伸太郎
1年生。光一郎と薫の友人。体が大きく頭はスキンヘッドにしておりいかつい見た目をしているが、実は極度のシスコン・ロリコンであり幼い妹・こよりのことを溺愛している。
己の本能のままに行動するゆえ女子から嫌われており、恋愛授業ではいつも薫と組まされる。
篠崎 こより（しのざき こより）
声：神月あおい / 亜城めぐ
政則の妹。外見は幼く可愛らしいが、性格はかなりませている。語尾に「～さね」「～だわさ」と付けるなど年寄り臭い言葉遣いをする。実の兄である政則を嫌う一方で、光一郎を「コウにぃ」と呼んで懐いており、彼の恋人の座を虎視眈々と狙っている。
中西 薫（なかにし かおる）
声：青山ゆかり / 友永朱音
1年生。政則と光一郎の友人。小柄な体型と大人しく控えめな性格に加え、女の子のような可愛らしい顔立ちをしており、学園の女生徒（特に先輩）たちから注目されている。恋愛授業では女子が誰も組んでくれない政則と嫌がらずに組んだり、光一郎の相談に乗ったりする。あるルートでは無理やり女子の制服を着せられて恋愛授業に出ている。部活動では馬術部に所属。
紅林 司（くればやし つかさ）
声：かわしまりの / 瑞沢渓
愛嬌学園の教師で、一見すると女性だが実際は男性である。いつも和服姿で行動している。苺と違ってとても落ちついた性格。
苺とは愛嬌学園在学時の同級生でもあり、頭に血が上りやすい彼女と対等以上に渡り合える。恋愛授業では主に女子生徒を指導する。未央が所属する演劇部の顧問を務めている。クレアルートでは女子寮の寮母も務めていることが判明する。保健医の代わりに保健室にいることも多い。
矢野 弘子（やの ひろこ）
声：吹雪桜 / 生天目仁美
付属校3年生。麻里乃の女子寮でのルームメイトで親友同士。地味で庶民的な印象からか麻里乃とは仲がよく、互いに「まりりん」「ぴろ子」と呼び合っている。恋愛授業でも麻里乃と組むことが多いが、彼女の脱走に付き合わされた挙げ句災難に巻き込まれてしまうことが多い。会話の際に「ばっちり」という言葉を挟む癖がある。
多賀谷 真奈（たがや まな）
声：かわしまりの / 瑞沢渓
麻里乃の妹で多賀谷三兄弟の末っ子。麻里乃と同じく負けん気が強いが、基本的には素直で聞き分けが良い点は姉と異なる。
多賀谷 護（たがや まもる）
声：まきいづみ / やなせなつみ
麻里乃の弟。まだ幼くやんちゃだが、麻里乃や妹の真奈のことを大切に思っている。留守がちな両親や寮住まいのためなかなか家にいられない姉に代わり妹の面倒をよくみている。
西園寺 三孝（さいおんじ みつたか）
声：本多啓吾 / 高橋伸也
名門・西園寺家の御曹司。とある目的から愛嬌学園に編入してくる。高慢で権力を振りかざす典型的なお坊ちゃまであり、頭の悪さが目立つ一方、あるルートでは家の権力を駆使して様々な妨害工作を仕掛けてくる。朝陽や由馬に変態と罵られて喜ぶなどMの気もある模様。
下柳 港（しもやなぎ みなと）
声：北都南 / ひと美
西園寺家に仕えるメイドで、三孝の世話係であるが、仕事嫌いでまともに彼の面倒をみようとせず、彼の悪事にも非協力的である。

## 制作
本作の起点は、『LifeLike』と『_summer』の間の作風のゲームを作ろうということであり、『_summer』発売直後に企画が始り、2006年の秋から制作が始まった。シナリオライターの川波無人は「恋愛授業」という題材がヒロインの魅力を効率的に引き出せた一方、ドタバタ感を出すのに苦労したと「HOOKSOFT 10th ANNIVERSARY FANBOOK」に掲載されたスタッフ座談会の中で述懐している。「恋愛授業」という題材から元女子校であることが想定されていたものの、制作当時は『マリア様がみてる』が流行していたため、そのままでは耽美的になってしまうおそれがあったため、コミカルさを強調する方針が取られた。教師の苺と司はその方針に沿って誕生したキャラクターである。当初亜佐美は「恋愛授業」という題材に壮大な可能性を期待していたものの、実際は制約だらけで、当初の想定よりもずっと狭まってしまったと述懐している。その一方、ユーザからシナリオの短さが指摘されていたため、本作のテキスト数は3MB、最大ワード数も4000と当時のHOOK作品の中では大きな数値となった。
「オンリーワンルート」は「個別ルートでは主題となるヒロイン以外わき役」という純愛系ブランドとしてのコンセプトを突き詰める形で導入された。亜佐美は他ルートに行くには再インストールを求められることでこのヒロインを選んだことへの誇りを感じられると思ったが大きなお世話と言われたと振り返っている。
家庭用ゲーム機向けの移植版である『Sweet HoneyComing』においてHOOKは開発にかかわっておらず、原画とCGを手掛けた。

## 広報
プロデューサーの亜佐美晶によると、予約特典用の描きおろしイラストの総数は『_summer』(4枚)よりも大幅に多い45枚だとスタッフ座談会の中で答えている。一方、作品の価値を高めたいという亜佐美の考えから、これらの宣伝素材においてはパンチラを出さないという方針が取られた。

## スタッフ
- 原画：松下まかこ、らっこ
- シナリオ：川波無人
- 音楽：松浦貴雄
- オープニングテーマ：『Love Hell Rocket』青木春子
- オープニングテーマ(PS2版)：『くるくるチャンネル！』YURIA
- エンディングテーマ：『帰り道』土屋実紀
- プロデューサー：亜佐美晶
- 制作：HOOK

## 隠しコマンド
タイトル画面にて以下のコマンドを入力。
- 「BGMLHR」：タイトル画面のグラフィックと音楽がファミコン風に変化する。
- 「HC↑↓ABBA」：CG・音楽・回想モードが全開放される。
- 『HoneyComing re：coming』にも有効

## @HoneyComing RoyalSweet
2009年8月28日に発売されたWindows用ゲーム。本編でのヒロイン5名に加え、サブキャラクターだった涼子・苺・港・司を含めた9人の新作ストーリーを収録している。
システムを改良してWindows Vistaに対応させた本編のソフト『HoneyComing re：coming』が付属する「Premium Edition」も合わせて発売。

## 漫画

### HoneyComing 〜すうぃーとLOVEレッスン〜
高野うい・作画によるストーリー漫画。コンプティーク（角川書店）2007年2月号から2008年10月号まで連載。全19回、単行本は全3巻。
1. 2007年8月9日発売 ISBN 4-04-713951-3
2. 2008年1月10日発売 ISBN 4-04-715008-8
3. 2008年10月10日発売 ISBN 4-04-715085-1

### ハニカミ The4コマ
霧賀ユキ・作画による4コマ漫画。電撃G's magazine（アスキー・メディアワークス）2007年4月号から2008年3月号、その後電撃G's Festival! COMIC（同社）に移籍し、Vol.1からVol.6まで連載。単行本は全1巻。
- 2009年7月27日発売 ISBN 978-4-04-867966-4

### Sweet HoneyComing
ういらあくる・作画による漫画。月刊コンプエース（角川書店）2009年3月号から同年7月号まで連載。
- 2009年7月25日発売 ISBN 978-4-04-715251-9

## 関連商品

### CD
- オンリーワンCD『HoneyComing First Impression』（各2500円）
  1. ASAHI ism（上条 朝陽）
  2. CLAIR ism（前園・Clarissa・皐）
  3. MIO ism（緒方 未央）
  4. YUMA ism（七里 由馬）
  5. MARINO ism（多賀谷 麻里乃）
- ドラマCD『HoneyComing 〜one more chime!〜』（限定版: 4000円 通常版: 3150円）
※限定版・通常版共に、初回特典としてオリジナルクリアファイルがついてくる。また、限定版にはオリジナルテレホンカードも初回特典としてついてくる（限定版は、コミックマーケット73とマリン･エンタテイメント通販のみで販売）。
- 『オリジナルサウンドトラック&キャラクターソングアルバム』（3000円）

### 書籍
- 『HoneyComing 公式パーフェクトビジュアルブック』（2625円）
- 『@HoneyComing RoyalSweet 公式ファンブック』
- 彩文館出版のレーベル、ツインテールノベルス発売の小説（各924円）
  1. 『HoneyComing lesson.1』
  2. 『HoneyComing lesson.2』
  3. 『HoneyComing lesson.3』
- ハーヴェスト出版発売の小説（各893円）
  1. 『HoneyComing 〜朝陽のドキドキ恋愛授業編〜』
  2. 『HoneyComing 〜オトメのトキメキ恋愛事情編〜』
  3. 『HoneyComing 〜麻里乃の貧乏脱出大作戦★〜』
- 『@HoneyComing RoyalSweet』（イーグルパブリッシング〈パンプキンノベルズ〉）

## 反響

### キャラクターに対する反響
プロデューサーの亜佐美晶は、朝陽を推すつもりでいたものの、発売後はクレアの方に人気が集まったと「HOOKSOFT 10th ANNIVERSARY FANBOOK」誌上で行われたスタッフ座談会にて述懐している。これについてシナリオライターの川波無人は、本作が出たころから世間全体で強気なキャラクターがうっとうしがられるようになったと説明している。亜佐美によるとこの時点でツンデレブームは終わっており、川波も朝陽のようなタイプのツンデレはその後登場したルイズのようなタイプよりも古いため、ちょっとずれているかもしれないと思いつつも、『Gu-Guガンモ』のつくねのようなヒロインはいるのになぜ許されないんだという気持ちにもなったと述懐している。一方、朝陽のデザインを手掛けた松下まかこは、デザインした際はより女の子らしいキャラクターを想定していたものの、川波のシナリオによって「破壊された」と座談会の中で語っており、ク光一郎に対する仕打ちがひどいと感じる場面が見受けられたと述べている。亜佐美もユーザーから朝陽が暴力的すぎるという指摘を寄せられたと話しており、暴力をふるう場面の効果音を変えるとよかったかもしれないと見ている。